# We Are Still In
We Are Still In är en amerikansk klimatkoalition bestående av 4 105 medlemmar och som kommer att följa de uppsatta klimatmålen i Parisavtalet 2015. Medlemmarna består bland annat av countyn, delstater, företag, organisationer, orter och utbildningsinstitutioner. Koalitionen bildades 2017 av 1 219 medgrundare. Den representerar fler än 155 miljoner amerikaner och står för nio biljoner amerikanska dollar av USA:s bruttonationalprodukt.
Deras mål är att kollektivt arbeta för att reducera amerikanska koldioxidutsläppen med 37% från 2005 års utsläppsnivå och att den globala temperaturökningen ska begränsas till långt under två grader Celsius. De ska också verka för att på skyndsamt vis att få USA:s ekonomi att gå över till grön ekonomi.
Klimatkoalitionens dagliga arbete sköts av organisationerna Ceres, Climate Nexus och Världsnaturfonden.

## Medlemmar
Ett urval av medlemmar i klimatkoalitionen:
| Näringsliv (2 345) - Acer America - Adidas - Adobe - Advanced Micro Devices - AECOM - Airbnb - Allianz - Amazon - Apple - Avaya - BASF - Ben & Jerry's - Best Buy - Bloomberg - Campbell Soup Company - Cargill - Citigroup - Danone North America - D.E. Shaw & Co. - Discovery, Inc. - Dow Chemical - Dupont - Ebay - Edison International - Enel - Engie North America - Ericsson - The Estée Lauder Companies - Facebook - Fiskars - Gap - Google - Hewlett Packard Enterprise - HP Inc. - IBM - Ikea NA Services - Ingersoll Rand - Intel - Johnson & Johnson - Kaiser Permanente - L'Oréal - Lego - Levi Strauss & Co. - Lyft - Manpowergroup - Mars - McDonald's - MGM Resorts International - Microsoft - Munich Re - Natixis Asset Management - Nestlé U.S. - Netflix - Nike - Paypal - Penguin Random House - Pepsico - PG&E Corporation - PVH - Ralph Lauren Corporation - Royal Caribbean Group - Salesforce - Schneider Electric - Skanska USA - Snap Inc. - Spotify USA - Starbucks - Target - Tesla - Toshiba America Business Solutions - TPG Capital - Tumblr - Twitter - Uber - Under Armour - Unilever - Veritas Technologies - Volvo Group North America - Walmart - Waste Management - Western Union - Yahoo! | Geografi: Delstater (10) - Connecticut - Hawaii - Kalifornien - Minnesota - New York - North Carolina - Oregon - Rhode Island - Virginia - Washington Countyn (37) - Broward County, Florida - Cook County, Illinois - Dallas County, Texas - Los Angeles County, Kalifornien Orter (255) - Albuquerque, New Mexico - Anchorage, Alaska - Atlanta, Georgia - Austin, Texas - Baltimore, Maryland - Baton Rouge, Louisiana - Boston, Massachusetts - Charlotte, North Carolina - Chicago, Illinois - Cincinnati, Ohio - Cleveland, Ohio - Columbus, Ohio - Dallas, Texas - Denver, Colorado - Des Moines, Iowa - Detroit, Michigan - Fort Lauderdale, Florida - Hartford, Connecticut - Honolulu, Hawaii - Houston, Texas - Indianapolis, Indiana - Jersey City, New Jersey - Kansas City, Missouri - Knoxville, Tennessee - Los Angeles, Kalifornien - Louisville, Kentucky - Madison, Wisconsin - Miami, Florida - Milwaukee, Wisconsin - Minneapolis, Minnesota - Nashville, Tennessee - New Orleans, Louisiana - New York, New York - Oakland, Kalifornien - Orlando, Florida - Philadelphia, Pennsylvania - Phoenix, Arizona - Pittsburgh, Pennsylvania - Portland, Oregon - Raleigh, North Carolina - Sacramento, Kalifornien - Saint Louis, Missouri - Saint Paul, Minnesota - Saint Petersburg, Florida - Salt Lake City, Utah - San Antonio, Texas - San Diego, Kalifornien - San Francisco, Kalifornien - San Jose, Kalifornien - Seattle, Washington - Tampa, Florida - Washington, D.C. | Utbildning (412) - Amherst College - Arizona State University - Boston University - Bowdoin College - California State University - California State University, Long Beach - Canisius College - Case Western Reserve University - Clarkson University - Colgate University - Colorado College - Columbia University - Duke University - Fairfield University - Florida International University - Fordham University - George Washington University - Georgetown University - Massachusetts Institute of Technology - Michigan State University - New York University - Northeastern University - Northwestern University - Oregon State University - Pennsylvania State University - Rutgers University - San Francisco State University - State University of New York - Trinity College - Tufts University - Union College - University of Baltimore - University of California - University of California, Berkeley - University of California, Los Angeles - University of California, San Diego - University of California, Santa Barbara - University of California, Santa Cruz - University of Central Missouri - University of Connecticut - University of Dayton - University of Delaware - University of Denver - University of Hawaii - University of Iowa - University of Maryland - University of Massachusetts - University of Massachusetts Amherst - University of Massachusetts Lowell - University of Miami - University of Michigan - University of New Hampshire - University of Redlands - University of Rhode Island - University of Richmond - University of San Francisco - University of Washington - Villanova University - Wake Forest University - Washington University in St. Louis - Wellesley College - Wesleyan University - Western Michigan University - Williams College | Organisationer (1 046) - Adirondack Experience - American Swedish Institute - California Academy of Sciences - Calpers - Calstrs - Field Museum - Sankt Josefs systrar - Science Museum of Minnesota - Unitarian Universalist Association - Vizcaya Museum and Gardens |  |